# Digital-S
D-9 или Digital-S профессиональный формат цифровой видеозаписи созданный JVC в 1995 году. Прямой конкурент Digital Betacam. В 1999 году SMPTE был утвержден под названием D-9.

## Технические характеристики
В формате D-9 используется кассета VHS формфактора, но используется магнитная лента более высокого качества. Для записи видео используется компрессия DV с потоком видео 50 Mбит/с. Компонентное видео формата 4:2:2 стандартного разрешения с соотношением сторон 4:3 или 16:9. Звук записывается в формате ИКМ 16бит/48кГц до 4 каналов.

## Запись высокой четкости (HD)
Для записи HD видео JVC разработала расширение формата D-9, который называется D-9 HD. D-9 HD использует удвоенное число записывающих головок и способен сохранять поток 100Мбит/с с разрешениями 720p60, 1080i60 и 1080p24. Число звуковых каналов расширено до 8, формат звука остался таким же ИКМ 16бит/48кГц. Увеличенный поток видео и звука сократил время записи на стандартную кассету вдвое.

## Качество видео
Видео качество оценивается как высокое. В стандартном разрешении качество выше, чем в Betacam SP и сравнимо с Digital Betacam. Основываясь на спецификациях, можно судить, что по качеству формат высокого разрешения D-9 HD превосходит формат HDCAM, но хуже, чем HDCAM SR, однако объективных тестов сравнения форматов не проводилось.

## Технические характеристики формата Digital-S
Видео
- Частота дискретизации, МГц
  - 13,5 (Y)
  - 6,75 (R-Y/B-Y)
- Стандарт кодирования — 4:2:2
- Записываемый видеосигнал — компонентный
- Компрессия — внутрикадровая на базе ДКП, 3.3:1
- Поток видеоданных, Мбит/с — 50
- Квантование, бит/отсчет — 8
- Поток информации (полный), Мбит/с — 99

Звук
- Частота дискретизации, кГц — 48
- Квантование, бит/отсчет — 16
- Число каналов — 4

Параметры формата
- Число видеоголовок — 18
- Скорость вращения барабана, об/с — 4500
- Диаметр барабана головок, мм — 76
- Скорость транспортирования ленты, мм/с — 57,8
- Ширина строчек, мкм — 20
- Азимут — 5,96°

Параметры носителя
- Размер кассеты, мм: W-VHS, 188х104х25
- Ширина ленты, мм — 12,65
- Толщина ленты, мкм — 14,4
- Рабочий слой — Металлопорошковый
- Продольные дорожки — две дорожки монтажного звука, одна управления
- Время записи на кассету, мин.: 104